# خوان کارلوس لموس
خوان کارلوس لموس (انگلیسی: Juan Carlos Lemus؛ زادهٔ ۶ مهٔ ۱۹۶۵) بوکسور اهل کوبا بود.